# Prolixoplectidae
Prolixoplectidae es una familia de foraminíferos bentónicos de la superfamilia Verneuilinoidea, del suborden Verneuilinina y del orden Lituolida. Su rango cronoestratigráfico abarca desde el Jurásico medio hasta la Actualidad.

## Discusión
Clasificaciones previas incluían Prolixoplectidae en el suborden Textulariina del orden Textulariida, o en el orden Lituolida sin diferenciar el suborden Verneuilinina.

## Clasificación
Prolixoplectidae incluye a los siguientes géneros:
- Arenogaudryina †
- Convallina †
- Danubina †
- Eggerelloides
- Eobigenerina †
- Eomarssonella †
- Gerochammina †
- Kadriayina †
- Karrerulina
- Magnesoina
- Neaguammina †
- Orientalia †
- Plectina †
- Praedorothia †
- Protomarssonella †
- Prolixoplecta
- Rectoprotomarssonella †
- Riyadhella †
- Verneuilinella †

Otro género considerado en Prolixoplectidae es:
- Rectogerochammina